# Aprindina
L'aprindina è un farmaco antiaritmico di classe IB secondo la classificazione di Vaughan Williams.

## Farmacodinamica
Il composto è un antiaritmico a lunga durata d'azione. Sopprime le aritmie conseguenti a infarto sperimentale o indotto da ouabaina ed innalza la soglia di fibrillazione ventricolare provocata da shock elettrico. Non presenta proprietà b-bloccanti né vagolitiche. È dotato anche di attività anestetica locale. Le sue attività si esplicano, oltre che a livello ventricolare, anche attraverso un rallentamento della conduzione nel nodo AV e nel fascio di His.

## Farmacocinetica
A seguito di somministrazione per via orale aprindina è rapidamente assorbita dal tratto gastroenterico, tuttavia l'assorbimento può avvenire irregolarmente in soggetti che recentemente hanno sofferto di un infarto miocardico. L'emivita plasmatica della molecola è decisamente lunga, in genere variabile tra le 20 e le 28 ore. Il legame con le proteine plasmatiche è pari a circa il 90%. Il composto nell'organismo viene metabolizzato interamente nella ghiandola epatica. L'eliminazione avviene attraverso la bile e l'emuntorio renale.  Meno dell'1% di una dose viene escreto nelle urine in forma immodificata e circa il 40-65% come metaboliti coniugati. Il 35-60% della dose assunta è eliminata nelle feci entro un periodo di cinque giorni. La concentrazione plasmatica terapeutica è compresa tra 0,7 e 2 mg/ml. Il volume di distribuzione è di circa 4 l/kg.

## Tossicologia
Nell'uomo, gli effetti tossici sono di solito associati a concentrazioni plasmatiche superiori a 2 mg/ml.

## Usi clinici
Il farmaco trova indicazione nelle aritmie extrasistoliche ventricolari (idiopatiche e secondarie a cardiopatie). È stato anche utilizzato anche nella prevenzione delle tachicardie ventricolari e della fibrillazione ventricolare.
Altre indicazioni: extrasistoli sopraventricolari e prevenzione delle tachicardie sopraventricolari. Sindrome di Wolff-Parkinson-White.

## Effetti collaterali e indesiderati
In corso di trattamento gli effetti avversi segnalati sono sostanzialmente sovrapponibili quelli che si verificano durante la terapia con mexiletina e includono vertigini, tremori, insonnia, incubi notturni, disartria e atassia. L'incidenza degli effetti avversi raggiunge il 20% circa. Altri effetti collaterali comuni colpiscono il sistema gastrointestinale: perdita di appetito, nausea, vomito, diarrea e dolore addominale epigastrico. Occasionalmente si verificano innalzamento delle transaminasi (AST ed ALT)e della fosfatasi alcalina, epatite, ittero colestatico e agranulocitosi.

## Controindicazioni
La molecola è controindicata nei soggetti con ipersensibilità nota al principio attivo oppure ad uno qualsiasi degli eccipienti utilizzati nella formulazione farmaceutica. È inoltre controindicata nei soggetti affetti parkinsonismo, grave insufficienza cardiaca, blocco atrioventricolare completo. Le donne in età feconda e quelle in stato di gravidanza devono evitare di assumere il farmaco.

## Dosi terapeutiche
Il dosaggio giornaliero corrisponde a 50–100 mg. Quando è necessario, si possono somministrare dosi iniziali di 150– 200 mg al giorno per un periodo non superiore a 2-3 giorni, tenendo sotto controllo il paziente. Nei soggetti anziani generalmente si inizia la terapia con una dose pari a 50 mg/die.

## Interazioni
- Amiodarone: la contemporanea somministrazione con aprindina sembra possa incrementare le concentrazioni plasmatiche di quest'ultima e facilitare la comparsa di eventi avversi.[13]

## Avvertenze
In caso di ipotensione marcata è opportuno sospendere il trattamento. 
Il farmaco può essere assunto anche da soggetti che presentano insufficienza epatica o renale ma in questi pazienti è opportuno non superare il dosaggio di 50 mg/die.